# Live Tour 2O2O ニュースフラッシュ
『Live Tour ２Ｏ２Ｏ ニュースフラッシュ』（ライブ・ツアー ２Ｏ２Ｏ ニュースフラッシュ）は、日本のバンド・東京事変による8回目のコンサート・ツアーである。ツアーは2020年2月29日に東京都千代田区の東京国際フォーラムで開幕したが、同年3月6日に開催予定だった大阪府のフェスティバルホール以降の公演が中止された。

## 背景
ツアーは2020年1月1日に黒猫堂のTwitterアカウントを通じて東京事変の再生の知らせと共に公式に発表された。2012年に行われた東京事変の第2期最後のツアー『Live Tour 2012 Domestique Bon Voyage』より8年振りとなるツアーである。
ツアーは解散からちょうど8年が経過した閏日に東京国際フォーラムにて開始。新作「選ばれざる国民」、「永遠の不在証明」が初披露された。
一方、コロナウイルス感染症の流行が進み「大規模イベントの開催自粛」の要請が2月26日に政府から発表されそれに伴うイベントの中止発表が相次ぐ中での開催決行に対してはインターネット上で賛否の声が挙がった。バンドはこの東京公演での払い戻しを受け付け、今後の公演実施は状況を判断して改めて発表するとしたが、その後大阪、仙台、札幌、福岡、名古屋、NHKホールの11公演について順次中止が発表された。
7月24日、NHKホールにて本ツアーの無観客でのライブ収録を実施。同年9月5日19時よりインターネット配信・映画館でのライブビューイングという2つの形で披露されることとなった。

## セットリスト
このセットリストは2020年2月29日の東京国際フォーラムでの公演のものである。
1. 新しい文明開化
2. 群青日和
3. 某都民
4. 選ばれざる国民
5. 復讐
6. 永遠の不在証明
7. 絶体絶命
8. 修羅場
9. 能動的三分間
10. 電波通信
11. スーパースター
12. 乗り気
13. 閃光少女
14. キラーチューン
15. 今夜はから騒ぎ
16. OSCA
17. FOUL
18. 勝ち戦
19. 透明人間
20. 空が鳴っている

## ツアー日程
| 日程          | 都道府県 | 国   | 開催地                     |
| ------------- | -------- | ---- | -------------------------- |
| 2020年2月29日 | 東京都   | 日本 | 東京国際フォーラム ホールA |
| 2020年3月1日  | 東京都   | 日本 | 東京国際フォーラム ホールA |

| 日程          | 都道府県 | 国   | 開催地               | 理由                       |
| ------------- | -------- | ---- | -------------------- | -------------------------- |
| 2020年3月6日  | 大阪府   | 日本 | フェスティバルホール | コロナウイルス感染症の流行 |
| 2020年3月7日  | 大阪府   | 日本 | フェスティバルホール | コロナウイルス感染症の流行 |
| 2020年3月14日 | 宮城県   | 日本 | 仙台サンプラザホール | コロナウイルス感染症の流行 |
| 2020年3月15日 | 宮城県   | 日本 | 仙台サンプラザホール | コロナウイルス感染症の流行 |
| 2020年3月21日 | 北海道   | 日本 | 札幌文化芸術劇場     | コロナウイルス感染症の流行 |
| 2020年3月28日 | 福岡県   | 日本 | 福岡サンパレス       | コロナウイルス感染症の流行 |
| 2020年3月29日 | 福岡県   | 日本 | 福岡サンパレス       | コロナウイルス感染症の流行 |
| 2020年4月4日  | 愛知県   | 日本 | 名古屋国際会議場     | コロナウイルス感染症の流行 |
| 2020年4月5日  | 愛知県   | 日本 | 名古屋国際会議場     | コロナウイルス感染症の流行 |
| 2020年4月8日  | 東京都   | 日本 | NHKホール            | コロナウイルス感染症の流行 |
| 2020年4月9日  | 東京都   | 日本 | NHKホール            | コロナウイルス感染症の流行 |